# Uroš Lubej
Uroš Lubej, slovenski aktivist, * 1975, Novo mesto.
Uroš Lubej je profesor filozofije in predmeta Theory of Knowledge na Gimnaziji Novo mesto, slovenski javnosti pa je bolj znan kot aktivist znotraj protestniškega gibanja, ki se je začelo s protesti leta 2012 v Mariboru in se razširilo na vso Slovenijo. Zavzema se za uvedbo "ljudske nezaupnice", ki bi omogočila odpoklic izvoljenih predstavnikov ljudstva na lokalnih in državni ravni.  Je predsednik stranke Solidarnost. 